# Jadwiga Piłsudska
Jadwiga Piłsudska (28 février 1920, Varsovie - 16 novembre 2014, Varsovie) est une aviatrice polonaise qui a servi au sein de l'Air Transport Auxiliary durant la Seconde Guerre mondiale.

## Biographie
Jadwiga Piłsudska est née le 28 février 1920 à Varsovie. Elle est la fille de l'homme d'État Józef Piłsudski et de sa seconde femme, Aleksandra Piłsudska. Elle est la deuxième fille du couple après Wanda Piłsudska (en), née en 1918.
Passionnée par l'aviation, elle obtient en 1937 sa licence de planeur et continue sa formation aéronautique.
En 1942, elle rejoint l'Air Transport Auxiliary, au sein de laquelle elle exercera jusqu'en 1944. À la suite de cette expérience, elle reprend ses études et devient architecte, après avoir été élève à l'université de Liverpool.
Elle restera en Angleterre jusqu'en 1990, où elle profite de la chute du régime communiste pour retourner en Pologne et s'installer à Varsovie.